# 無止境的殺人
《無止境的殺人》（日语：長い長い殺人），是直木獎得主宮部美幸的著名推理作品。作品構思獨到，通過警察、被害人、疑犯、證人、偵探等十個人的錢包的故事拔絲抽繭，揭露出一場謀財害命案的真相，辛辣地刻畫了人性的黑暗面。

## 故事大綱
一部由連作構成的異色作品。藉由十個錢包，訴說人性的貪惡與純良。生死猶如白晝黑夜一樣永不止息地重疊、交替...... 
當一個生命接著一個生命消失時，是自然的演繹？還是人為的使力？扭曲的靈魂，猶似洪水猛獸，誰又會是下一個被吞噬的人？
這四具屍體，彼此毫無瓜葛，唯一的共同之處是，他們的身上各少了一樣東西，但是這些短少的東西──鈕扣、領帶夾、一撮頭髮、戒指──彼此更是沒有任何關聯。

## 演出

### 第一章 刑事的錢包
- 響武史 - 長塚京三：刑事。
- 響美津子 - 朝加真由美：武史的妻子。
- 寺島裕之 - 金子賢：刑事。響的部下。
- 森元隆一 - 前田健： 被害人。
- 三津田幸恵 - 上原美佐：第一目擊者。
- 森元法子 - 伊藤裕子：隆一的妻子。保險銷售員。
- 葛西路子 - 街田紫菀：酒店媽媽桑。被發現死在河床邊。

### 第二章 少年的錢包
- 小宮雅樹 - 小清水一揮：卓郎與淳美的兒子。
- 塚田和彦 - 谷原章介（少年期：永野幹季）：早苗的丈夫。經營餐廳。連續女性保險金殺害事件的嫌疑犯。
- 西方早苗 - 西田尚美：雅樹的伯母。死在河邊。
- 小宮卓郎 - 田中實：雅樹的父親。在早苗結婚前調查過塚田的人。
- 小宮淳美 - 藤井佳穗理：雅樹的母親。
- 松田喜代美 - 大島蓉子：蓮的母親。在偶然撿到的錢包裡發現塚田的秘密，因此向塚田勒索。
- 松田蓮 - 中田晴大：在秋葉原的路上搶了雅樹的錢包。

### 第三章 探偵的錢包
- 河野康平 - 仲村徹：偵探社負責人兼調査員。
- 河野薙子 - 西田尚美：康平的子。
- 佐佐木祐介 - 吹越滿：河野的工作夥伴。
- 太田義郎 - 小野寺昭：逸子的父親。
- 太田逸子 - 松尾隆子：塚田的前妻。在車禍中過世。

### 第四章 目撃者的錢包
- 佐藤雅子 - 平山彩：導遊小姐。慢跑時在河邊撿到一個錢包。
- 中川美咲 - 佐藤惠：雅子的朋友。
- 三木一也 - 窪塚俊介：在雨天認識雅子。一直考不上律師。

### 第五章 老朋友的錢包
- 宮崎優作 - 大森南朋（少年期：中家佑樹）：高中數學老師。塚田的幼年玩伴，非常信賴塚田。
- 宮崎邦子 - 佐藤藍子：優作的妻子。
- 三室直美 - 谷村美月：宮崎的學生。
- 塚田武夫 - 森次晃嗣：塚田的父親。相信自己兒子是清白的。
- 寺泉英一郎 - 寺泉憲 / 井上麻耶 - 浜野由起子：新聞記者。

### 第六章 證人的錢包
- 木田恵梨子 - 酒井美紀：提供塚田不在場證明的證人。
- 高井信雄 - 石井正則：新聞記者。恵梨子的未婚夫。
- 三上行雄 - 和田聰宏：跟蹤恵梨子的可疑人物。
- 木田淑子 - 一色彩子：恵梨子的母親。
- 杉本小百合 - 和希沙也：恵梨子的友人。
- 高井和子 - 山田スミ子：信雄的母親。

### 第七章 偵探的錢包
- 青沼亮 - 田中幸太朗：自稱連續女性保險金殺害事件的犯人。
- 三木真理子 - 床嶋佳子：一也的母親。
- 三木巖 - 長谷川初範：一也的父親。

### 第八章 犯人的錢包
- 響武史 - 長塚京三
- 森元法子 - 伊藤裕子
- 塚田和彦 - 谷原章介
- 河野康平 - 仲村徹
- 小宮雅樹 - 小清水一揮
- 三木一也 - 窪塚俊介

## 製作
- 原作 - 宮部美幸「無止境的殺人」（光文社）
- 企畫協助 - 大澤事務所、河野治彦、大塚晴一
- 劇本 - 友澤晃一
- 音樂 - 遠藤浩二
- 助理導演 - 出射圴
- 導演助手 - 宮本忠榮、高田省吾、渡邊修
- 導演 - 麻生學
- 法律顧問 - 鈴木喜久子（九段法律事務所）
- 方言指導 - 小山勝大
- 劇中警犬提供 - 鎌倉第二警察犬訓練所
- 協助製作 - 青二製作
- 特技演員 - 野呂真治、永田崇明
- 格鬥技演員 - 二家本辰己、野貴葵、江藤大我、關根裕介、西澤智治、槌屋留美、本庄由佳
- WOWOW攝影棚技術團隊 - 廣田篤史、榎本豊、岡田雅宏、大和田恵、八藤後千春、高越潤、松原修司、白石啓司
- 武裝改裝車製作 - 堀内勉
- 候補製作人 - 松永綾（WOWOW）
- 製作人 - 土橋覺（東阪企劃）、青木泰憲（WOWOW）
- 協助製作 - 東阪企劃
- 製作 - WOWOW

## 外部連結
- 《無止盡的殺人》官方網站 （页面存档备份，存于）